# Matriz de Camaragibe
Matriz de Camaragibe è un comune del Brasile nello Stato dell'Alagoas, parte della mesoregione di Leste Alagoano e della microregione di Mata Alagoana.